# Petträsket, Västerbotten
Petträsket är en sjö i Norsjö kommun i Västerbotten och ingår i Skellefteälvens huvudavrinningsområde. Sjön har en area på 0,3 kvadratkilometer och ligger 254,9 meter över havet.

## Delavrinningsområde
Petträsket ingår i det delavrinningsområde (722847-167160) som SMHI kallar för Inloppet i Vargforsdammen. Medelhöjden är 274 meter över havet och ytan är 19,25 kvadratkilometer. Räknas de 441 avrinningsområdena uppströms in blir den ackumulerade arean 7 638,41 kvadratkilometer. Avrinningsområdets utflöde Skellefteälven mynnar i havet. Avrinningsområdet består mestadels av skog (75 procent) och sankmarker (17 procent). Avrinningsområdet har 0,3 kvadratkilometer vattenytor vilket ger det en sjöprocent på 1,5 procent.